# Giraffa jumae
Giraffa jumae — викопний вид жирафових. У пліоцені — середньому плейстоцені жив в Африці від сучасного Малаві до Чаду і Передній Азії (Туреччина). Ймовірно є предком сучасних жирафів.
Був відкритий Луїсом Лікі в 1930-х роках. . Поблизу були знайдені скам'янілості Ceratotherium simum, Metridiochoerus andrewsi, Hippopotamus gorgops і майже повна щелепа карликового бегемота.